# Kamienna Nowa
Kamienna Nowa – wieś w Polsce położona w województwie podlaskim, w powiecie sokólskim, w gminie Dąbrowa Białostocka. Leży nad Biebrzą.
W latach 1975–1998 miejscowość administracyjnie należała do województwa białostockiego.
Wierni kościoła rzymskokatolickiego należą do parafii św. Stanisława w Dąbrowie Białostockiej.

## Zabytki
- dworzec kolejowy, 2 poł. XIX, nr rej.:365 z 30.06.1975[8].